# Thelypteris lorae
Thelypteris lorae är en kärrbräkenväxtart som beskrevs av Alan Reid Smith. Thelypteris lorae ingår i släktet Thelypteris och familjen Thelypteridaceae. Inga underarter finns listade.